# Florentin Pogba

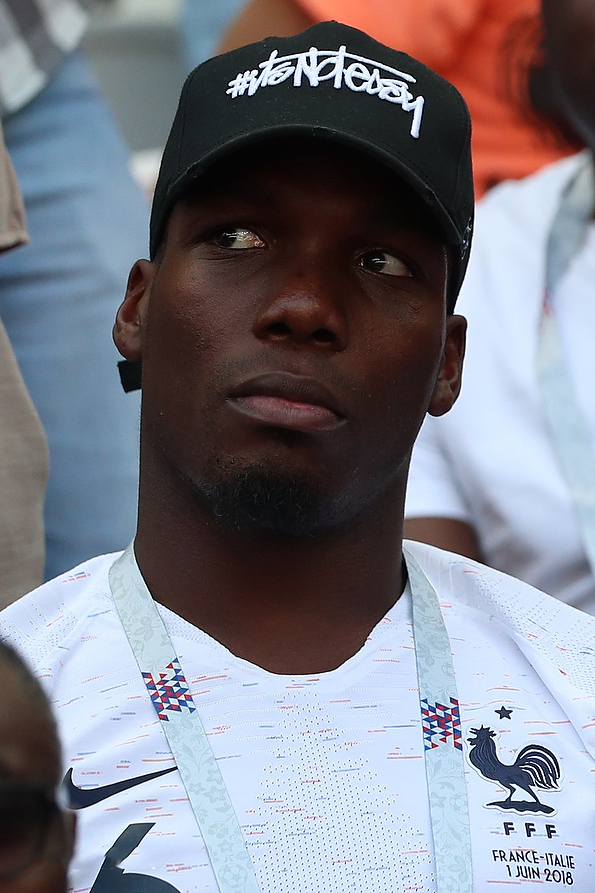
Florentin Pogba,

Peïlé Florentin Pogba (Conacri -19 de agosto de 1990) é um jogador de futebol profissional guineense que joga como zagueiro no FC Sochaux-Montbéliard da Ligue 2 e também na seleção guineense . Ele é o irmão mais velho de Paul Pogba .

## Vida pregressa
Nasceu na capital da Guiné, Conacri. Sua família mudou-se para Roissy-en-Brie, na França, quando ele tinha oito meses.
Pogba tem dois irmãos que também são futebolistas profissionais. Seu irmão gêmeo, Mathias, joga pelo Tabor Sežana, e seu irmão mais novo, Paul, joga pelo Manchester United e pela seleção francesa .
Ele cresceu torcendo pelo Arsenal, após sua invencível temporada .

### Sochaux
Em 18 de maio de 2020, foi anunciado que Pogba havia assinado um contrato de três anos com o Sochaux, da Ligue 2, enquanto se aguarda um exame físico.

## Carreira internacional
Pogba foi convocado pela primeira vez para a Seleção da Guiné por Michel Dussuyer, antes de um amistoso contra o Mali em 11 de agosto de 2010. Ele fez sua estreia internacional na segunda metade do jogo, ajudando seu time a uma vitória por 2-0.
Nove meses depois, Pogba aceitou a convocação para jogar pela seleção francesa sub-20 no Torneio de Toulon 2011 . Pogba foi autorizado a fazer isso porque os regulamentos da FIFA permitem que jogadores com dupla nacionalidade mudem de fidelidade caso ainda não tenham disputado uma partida oficial por um país, o que ele ainda não havia feito com a Guiné. A França chegou à final, mas perdeu para a equipe sub-20 da Colômbia por 3-1 nos pênaltis; Pogba foi um dos três jogadores franceses que errou o pênalti.

Em 24 de março de 2013, Pogba prometeu seu futuro internacional para a Guiné, e ele jogou seu primeiro jogo oficial para eles em uma partida de qualificação para a Copa do Mundo de 2014 contra Moçambique . Depois de lutar para jogar futebol regularmente na temporada 2013-14, ele também teve dificuldade para entrar no time da Guiné. No entanto, depois de forçar a sua entrada no time do Saint-Étienne na temporada seguinte, ele foi capaz de retornar ao seu lugar na equipe da Guiné.
Em dezembro de 2014, Pogba foi nomeado na lista final de 23 jogadores para a Guiné na Copa das Nações da África de 2015 . Pogba jogou os 90 minutos completos de sua primeira partida do grupo, um empate 1-1 contra a Costa do Marfim, e começou a segunda partida contra Camarões, antes de ser substituído pouco antes do intervalo por causa de uma lesão na coxa. Ele não voltou a jogar pela Guiné, uma vez que perdeu nas quartas-de-final para Gana , foi convocado para a seleção nacional em outubro de 2019 pelo novo técnico Didier Six .